# Beidaud (rezervație naturală)
Beidaud (rezervație naturală) este o arie protejată de interes național ce corespunde categoriei a IV-a IUCN (rezervație naturală de tip floristic), situată în județul Tulcea, pe teritoriile administrative ale comunelor Beidaud și Stejaru.

## Descriere
Rezervația naturală a fost declarată arie protejată prin Hotărârea de Guvern Nr.2151 din 30 noiembrie 2004 (privind instituirea regimului de arie protejată pentru noi zone) și se întinde pe o suprafață de 1.121 hectare.
Beidaud reprezintă o zonă naturală din Podișul Casimcei (subdiviziune geomorfologică a Podișului Dobrogean) în arealul căreia vegetează mai multe specii de plante protejate la nivel european prin Directiva 92/43/CE (anexa I-a) din 21 mai 1992 (privind conservarea habitatelor naturale și a speciilor de faună și floră sălbatică); printre care: untul-vacii (Orchis morio) și orhideea cu flori verzi (Platanthera chlorantha).